# Ampus
Ampus – miejscowość i gmina we Francji, w regionie Prowansja-Alpy-Lazurowe Wybrzeże, w departamencie Var.
Według danych na rok 1990 gminę zamieszkiwały 622 osoby, a gęstość zaludnienia wynosiła 8 osób/km² (wśród 963 gmin regionu Prowansja-Alpy-W. Lazurowe Ampus plasuje się na 454. miejscu pod względem liczby ludności, natomiast pod względem powierzchni na miejscu 64.).